# Acrogonia ignota
Acrogonia ignota är en insektsart som beskrevs av Young 1968. Acrogonia ignota ingår i släktet Acrogonia och familjen dvärgstritar. Inga underarter finns listade i Catalogue of Life.